# 森輝弥
森 輝弥（もり てるや、1993年4月2日 - ）は、日本の俳優、タレント。千葉県出身。身長166.5cm。血液型はO型。NBOに所属していた。

## 略歴
2001年（小学2年生時）に『あっぱれさんま大先生』生徒役でデビュー。同番組卒業後は、キリンプロ所属の子役としてテレビドラマや教育番組などに出演する。
2008年からエヴァーグリーン・クリエイティブに所属。2010年8月、俳優集団NAKED BOYZの結成メンバーとなり、舞台公演や映画などで活動する。
2014年9月、エヴァーグリーン・クリエイティブからNAKED BOYZ運営事務所であるNBOへ移籍する。

## 出演

### テレビドラマ
- きみはペット 第2話（2003年4月、TBS）
- ワンダフルライフ 第2話（2004年4月、フジテレビ）
- 火曜サスペンス劇場 うさぎと亀2〜川の流れのように〜（2004年6月、日本テレビ） - 菊池翔太 役
- オトコマエ!2 第13話（2009年12月、NHK）
- ティーンコート 第7話（2012年2月、日本テレビ）
- 特命戦隊ゴーバスターズ 第24話（2012年8月、テレビ朝日） - ヒロムの元同級生 役
- 防災戦士マモルンジャー（2013年10月 - 、J:COM） - 主演・マモル（レッド） 役[8]

### 映画
- 水筒少年（2009年） - アツシ 役
- ネイキッドボーイズショートムービー「自分生中継」（2011年） - 堀越敬介 役
- 神☆ヴォイス（2011年） - リン 役
- 麒麟の翼 〜劇場版・新参者〜（2012年）
- 「また、必ず会おう」と誰もが言った。（2013年）
- WOOD JOB!〜神去なあなあ日常〜（2014年） - 瀬島蓮 役

### 舞台
- ソラリスの謎（2005年1月、新宿文化センター小ホール）
- BADMAN（2011年7月、新宿FACE）
- 神☆ヴォイス 〜Go!Go!Dreamers!!〜（2012年3月、MAKOTOシアター銀座） - 夏目凛太郎（リン） 役
- イケメン金融工学（2012年7月 - 8月、SPACE107/ABCホール）
- 青木さん家の奥さん（2012年10月、築地ブディストホール） - 天然 役
- 人狼 ザ・ライブプレイングシアター #03:VILLAGE I（2013年1月 - 2月、サンモールスタジオ） - 騎士・ランス 役
- 佐川男子（2013年5月、築地ブディストホール） - 森岡颯太 役
- 人狼 ザ・ライブプレイングシアター ×新撰組〜壬生村の狼〜（2013年6月、吉祥寺シアター） - 山崎烝 役
- 人狼 ザ・ライブプレイングシアター #06:VILLAGE IV（2013年8月、シアターブラッツ） - 騎士・ランス 役
- オカマーズ9（2013年10月、神保町花月） - メラ 役
- 佐川男子1&2（2014年1月、築地ブディストホール） - 森岡颯太 役
- クローゼットZERO（2014年5月、神保町花月） - 若松修平 役
- 人狼 ザ・ライブプレイングシアター ×新撰組〜壬生村の狼 至誠の巻〜（2014年9月、CBGKシブゲキ!!） - 山崎烝 役
- 天元突破グレンラガン〜炎撃篇〜（2014年10月、全労済ホール スペース・ゼロ） - アイラック・コイーガ 役
- CHANGING〜二つの行方 (2014年12月、築地ブディストホール） - 主演・桐生武志 役
- 十二夜／わたくし、マルヴォーリオは―（2015年2月、水戸芸術館） - 主演・ヴァイオラ／シザーリオ 役
- 人狼 ザ・ライブプレイングシアター #20:STEAM II（2015年6月、シアターグリーン BIG TREE THEATER） - A/備忘の副執事・ランス 役
- 天下統一恋の乱 Love Ballade 〜序章〜（2016年10月、全労済ホール スペース・ゼロ） - 上杉謙信 役
- 人狼 ザ・ライブプレイングシアター #24:VILLAGE XII（2016年10月、新宿村LIVE） - 騎士・ランス 役
- 人狼 ザ・ライブプレイングシアター #25:DISMISS II（2016年12月、新宿村LIVE） - リリックボーイズ・TERRY 役
- X 新撰組 〜壬生村の狼　赤誠の巻〜（2017年3月、CBGKシブゲキ!!） - 山崎烝 役
- in ニコファーレ-RHAPSODY-（2017年3月、ニコファーレ） - 「騎士」 ランス 役
- X 新撰組外伝 〜払暁の狼〜（2017年5月、全労済ホール スペース・ゼロ） - 山崎烝 役
- マシーネンナハトムジカ (2020年10月、シアターグリーンBOX in BOX THEATER) - ヒロ 役
- Withered Life (2021年3月、ラゾーナ川崎プラザソル) - 高田丸 役
- ALICE × STORY 〜My favorite HAPPY BIRTHDAY〜 (2021年8月、シアターブラッツ) - 宮本武蔵 役
- ザ・ファイナル・セカンド ～永遠の1989～ (2021年11月5日、彩の国さいたま芸術劇場　小ホール) - 主演・大宮英樹 役
- 蛮勇戦歌 (2022年2月、シアターグリーン BIG TREE THEATER) - 戦極陣 役

### テレビアニメ
- 侵略!?イカ娘 第10話（2012年12月、テレビ東京） - 男C 役

### その他テレビ番組
- あっぱれさんま大先生（2001年4月 - 2002年3月、フジテレビ）
- Disney Time（2003年4月 - 2005年3月、テレビ東京） - レポーター
- 科学大好き土よう塾 （2005年4月 - 2006年3月、NHK教育） - レギュラー

### インターネット
- アクターボックス!!!（2013年、Ustream） - レギュラーアシスタント

### CM
- 丸美屋食品「丸美屋ポケモンシリーズ」
- ピザハット
- 永谷園「おとなのふりかけミニ」
- 栄光ゼミナール（2008年）

### スチール
- Panasonic
- 講談社

## 作品

### 参加作品
- 久保寺声優学校オールスターズ「Dancin' To The Music」（2011年、ポニーキャニオン） - 『神☆ヴォイス』発シングル「Dreamers!」収録曲